# Ithone burrensis
Ithone burrensis är en insektsart som beskrevs av Edgar F. Riek 1974. Ithone burrensis ingår i släktet Ithone och familjen Ithonidae. Inga underarter finns listade i Catalogue of Life.